# Renata
Renata – imię żeńskie pochodzenia łacińskiego. Oznacza odrodzona. Imię pojawiło się w Polsce w XVII wieku pod wpływami francuskimi.
Zdrobnienia: Rena, Renatka, Renia. Męski odpowiednik: Renat. 
Renata imieniny obchodzi 28 marca, jako wspomnienie bł. Renaty Marii Feillatreau, i 12 listopada, jako wspomnienie św. Renata, biskupa Angers.

## Osoby o imieniu Renata
- Renata Beger – polska polityczka, posłanka na Sejm
- Renata Dancewicz – polska aktorka
- Renata Danel – polska piosenkarka, autorka tekstów, pedagog
- Renata Fatla – Miss Polonia 1986
- Renata Gabryjelska – polska modelka, aktorka, I wicemiss Polonia 1993
- Renate Götschl – austriacka alpejka
- Reni Jusis – polska piosenkarka
- Renata Kijowska – polska dziennikarka telewizyjna
- Renate Marsch-Potocka – niemiecka dziennikarka
- Renata Mauer-Różańska – polska strzelczyni sportowa
- Renata Pałys – polska aktorka
- Renata Pękul – polska aktorka
- Renata Przemyk – polska piosenkarka
- Renata Przybylska – polska polonistka
- Renata Putzlacher-Buchtová – polska poetka i tłumaczka
- Renata Rochnowska – polska ekonomistka i działaczka polityczna
- Renata Scotto – śpiewaczka włoska, sopran
- Renate Stecher – niemiecka sprinterka
- Renata Tebaldi (1922-2004) – włoska śpiewaczka operowa, sopran
- Renate von Natzmer – niemiecka arystokratka
- Renata Zaremba – polska polityk, poseł na Sejm RP
- Renata Zarębska – polska aktorka
- Renée Zellweger – amerykańska aktorka